# Olhão
Olhão, oficialmente Olhão da Restauração, é uma cidade portuguesa no distrito de Faro, região e sub-região do Algarve, com 29 556 habitantes (2021).
É sede do município de Olhão com 130,86 km² de área e 44 623 habitantes (censo de 2021), subdividido em 4 freguesias. O município, que inclui uma parte continental e a Ilha da Armona, na ria Formosa, é limitado a norte pelo município de São Brás de Alportel, a norte e leste por Tavira, a oeste por Faro e a sudeste tem litoral no oceano Atlântico.
O município de Olhão foi criado em 1808.

## Etimologia
Diz-se que Olhão terá derivado da palavra árabe «AL-HAIN», que significa fonte nascente e que, sofrendo modificações fonéticas e fonológicas, naturalmente terá levado ao aparecimento do termo «ALHAM», depois «OLHAM» e finalmente OLHÃO. Na versão popular e segundo velhos testemunhos, Olhão é o aumentativo do substantivo comum "olho", com origem num grande "Olho de Água" (fonte, nascente ou poço de grande caudal), já que na zona existiam abundantes olhos de água, o que originou a construção das primeiras "palhotas", feitas em cana e colmo.

## História

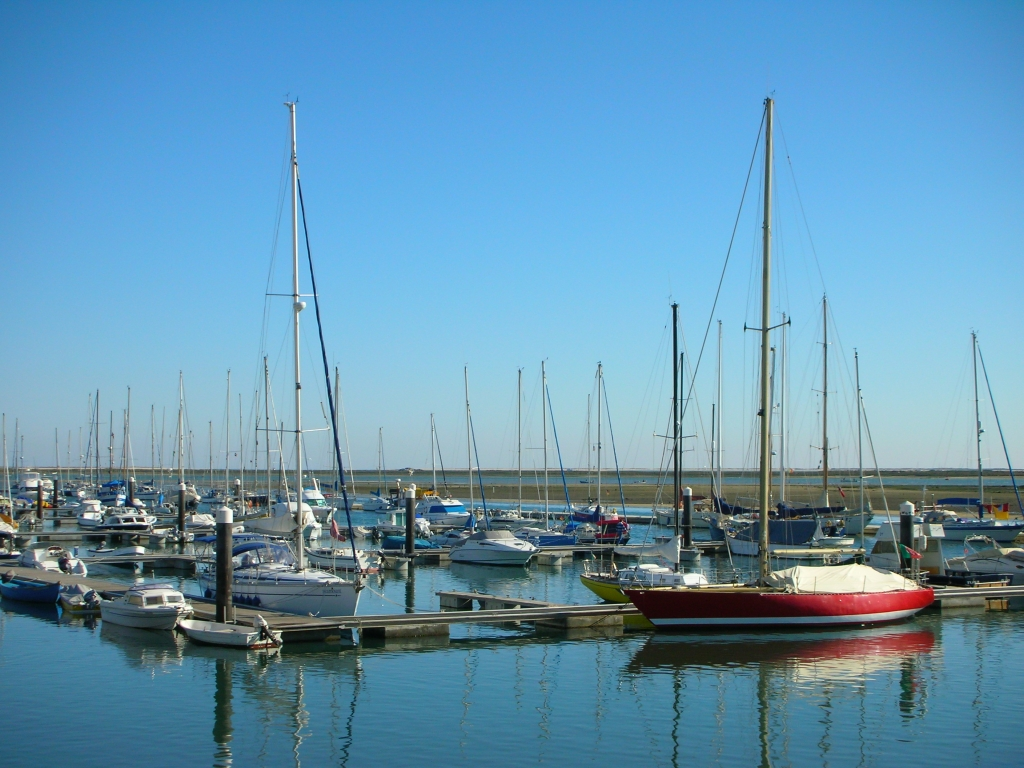
Porto de Recreio

Apesar de o território onde actualmente se situa o município de Olhão ter tido presença atestada de habitantes desde pelo menos o Neolítico, a concentração populacional que se instalou onde hoje se situam o bairro da Barreta deve datar dos inícios do século XVII. A praia de Olham ou o lugar de Olham (como então se escrevia) tinha bons motivos para fixar a gente: água potável abundante (tinha um olho de água tão abundante que daí vem o nome do sítio: olhão) e uma barra aberta para o oceano, o que facilitava a vida aos pescadores, e permitia-lhes fugir ao fisco sem passarem pelos controlos de Faro. De facto, pode 
ler-se num texto do Cabido da Sé de Faro, datado de 1654, que "se deve mandar queimar as cabanas de Olhão, que por tantas vezes se tem intentado, para se evitarem tantos roubos como se delas fazem, e como se tem bem experimentado, porque como ficam junto da barra, e os que nelas vivem sejam homens do mar e os primeiros que dão vista dos navios mercantes que entram e amigos dos mercadores a quem vêm cometidos, refundem as fazendas e furtam os dinheiros à Real Fazenda de Vossa Majestade, como se tem visto" (in Carlos Pereira Calixto, Apontamentos para a história das fortificações da Praça de Faro, pp. 220-221).
Talvez sobretudo por este motivo, agravado com os ataques de piratas marroquinos que se atreviam a passar a Barra Grande, nesse mesmo ano de 1654 começou a construir-se a fortaleza da Ilha de São Lourenço, junto à Barra Grande de Olhão. Devido à constante movimentação dos solos dunares, foram necessárias reformas e reparações sucessivas da construção. Entretanto, a meados do século XVII, tinha sido construída em Olhão a Igreja de Nossa Senhora da Soledade.

Em 1695, sobretudo devido ao crescimento demográfico, o lugar de Olhão conseguiu alcançar o estatuto de freguesia, separando-se assim de Quelfes, mas continuando a pertencer, todavia, ao termo de Faro. Apesar da aristocracia desta cidade tentar impedir o desenvolvimento do lugar, os pescadores de Olhão rogam à rainha D. Maria I que lhes permitissem substituir as suas humildes habitações (cabanas) por casas de alvenaria, benesse que lhes vem a ser concedida em 1715, através de decreto real. Entretanto, três anos após a instituição da freguesia, tinha sido autorizada a construção de um segundo templo religioso, de maiores proporções, a Igreja de Nossa Senhora do Rosário, que desde então tem sido a Igreja Matriz de Olhão. Esta igreja foi inaugurada em 1715, e apesar de então ser uma das maiores do Algarve, já era pequena para albergar os cerca de 1200 habitantes do sítio. De facto, calcula-se que a taxa de natalidade de Olhão estava nesta época acima dos 50%.

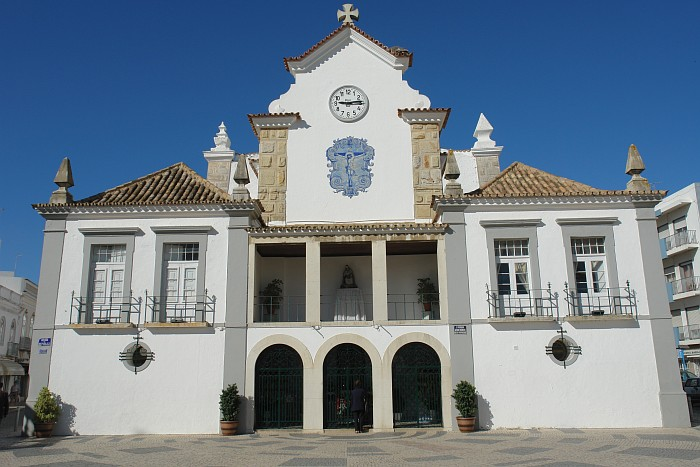
Igreja Matriz

A população era essencialmente marítima, e tirava os seus rendimentos do mar que tinha ali tão perto. O prior Sebastião de Sousa, em 1758, dizia que "este lugar é o porto de mar com maior barra que se acha em toda esta Província, e por ela entram todos os navios e embarcações grandes, que trazem fazenda para os mercadores da cidade de Faro” (Alberto Iria, "O Compromisso Marítimo da vila de Olhão da Restauração", in Mensário das Casas do Povo, n.º 120).
Como atrás ficou dito, as movimentações dos areais fizeram com que a fortaleza da Ilha de São Lourenço fosse pouco funcional. De facto, um novo cordão dunar "desviou" a abertura da barra, sendo que em 1747 foi construída uma nova fortaleza, desta vez na Ilha da Armona. O terramoto de 1755 arrasou completamente esta última fortaleza, tendo melhor sorte, apesar de também abalada, a fortaleza da Ilha de São Lourenço.
Datam dessa época os primeiros requerimentos que os pescadores olhanenses fizeram às autoridades para que lhes permitissem a separação da Confraria do Corpo Santo de Faro, pois desta não colhiam benefícios. Mas os pedidos ficavam em "águas de bacalhau", talvez pelo facto de Olhão não ter nenhuma aristocracia, facto atestado segundo as palavras do prior Sebastião de Sousa, em 1758: "não há memória que desta freguesia saísse pessoa alguma insigne em virtude, letras ou armas, nem esperança de que a haja".
Mas em 1765, finalmente, D. José I atende ao pedido dos pescadores de Olhão, criando assim o Compromisso Marítimo de Olhão, com “as mesmas isenções, privilégios e liberdades concedidas ao de Faro”. Graças à habilidade marítima dos olhanenses, o seu Compromisso tornou-se rapidamente o mais rico do Algarve e, inevitavelmente, tornou-se também o grande responsável pelo desenvolvimento do lugar.
Durante o cerco de Gibraltar, entre 1779 e 1783, e, mais tarde, o de Cádis, os marítimos do lugar de Olhão tiveram oportunidade de progredir economicamente, comercializando com grandes lucros os produtos da terra - peixes e derivados - quer com sitiantes quer com sitiados.
Mas foram as invasões francesas que deram a oportunidade a Olhão de se afirmar politicamente. Provavelmente devido ao seu espírito igualitário, sem compromissos com quaisquer poderes instituídos, os olhanenses protagonizaram no séc. XIX a primeira sublevação bem sucedida contra a ocupação francesa (em 16 de Junho de 1808, actualmente o dia da Cidade), que se tornou um rastilho decisivo para a expulsão dos franceses do Algarve (ver revolta de Olhão).

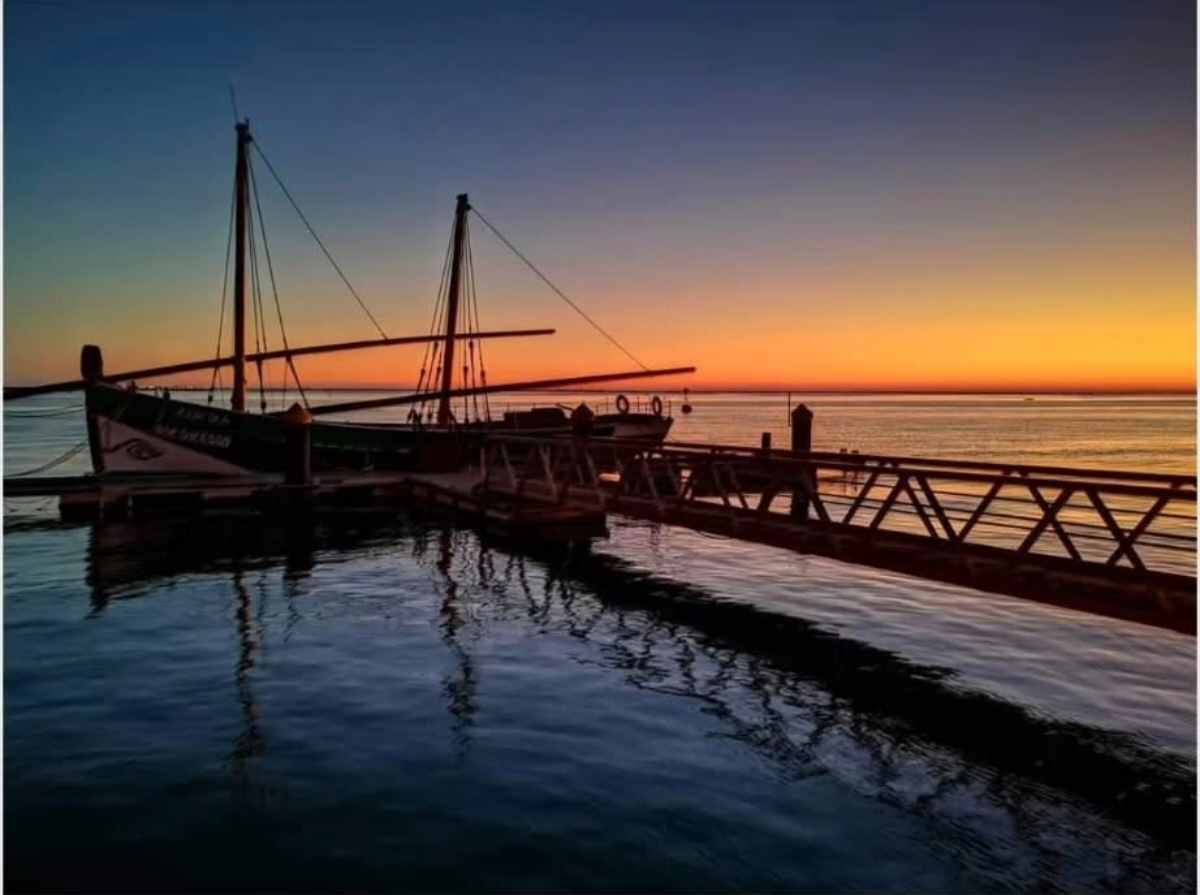
Caíque Bom Sucesso Olhão (P)

Segundo a Coreografia do Reino do Algarve de João Baptista Lopes, o lugar de Olhão tinha, em 1790, cerca de 4212 moradores, dos quais 800 encontravam-se ausentes, nas suas fainas em alto mar, distantes durante largas temporadas da sua terra natal. De 1790 a 1802, a população continua a crescer consideravelmente, chegando ao número de 4846 habitantes. Segundo o livro dos baptismos da Igreja Matriz de Olhão, em 1804, 88% dos pais dos 200 recém-nascidos desse ano eram mareantes.
Em 1808, Olhão contaria com cerca de cinco mil moradores. Não existe qualquer registo que demonstre que algum desses tantos pertencesse à aristocracia. Foi assim este povo - literalmente - que em alguns meses fez com que o lugar de Olhão se transformasse na Vila de Olhão da Restauração. Um salto que se explica através da revolta de Olhão contra a ocupação francesa e da viagem do caíque Bom Sucesso ao Brasil.
Depois da revolta olhanense contra os franceses (entre 16 e 19 de Junho de 1808), alguns pescadores do lugar de Olhão ofereceram-se para ir ao Brasil divulgar ao futuro D. João VI a notícia da restauração do Reino do Algarve. O caíque Bom Sucesso, como se chamava a embarcação, chegou ao destino no dia 22 de Setembro de 1808, espantando o próprio príncipe regente, que recompensou e condecorou os olhanenses com diversos cargos.
Mas no dia 15 de novembro, através de alvará, o mesmo monarca concedia ao lugar de Olhão o nobre título de VILA DO OLHÃO DA RESTAURAÇÃO (sic), igualando-a às "vilas mais notáveis do Reino".
Deste modo a pequena aldeia, que não teria mais de cinco mil habitantes, conseguiu separar-se de Faro e transformar-se em concelho.
A 21 de dezembro, finalmente, criava o título de Marquês de Olhão.

## Freguesias

Freguesias do município de Olhão

O município de Olhão está dividido em 4 freguesias:
| Freguesia             | Residentes (2011) | Residentes (2021) |
| --------------------- | ----------------- | ----------------- |
| Moncarapacho e Fuseta | 9635              | 9275              |
| Olhão                 | 14914             | 14208             |
| Pechão                | 3601              | 3886              |
| Quelfes               | 17246             | 17270             |
| Total                 | 45396             | 44639             |

## Demografia
De acordo com os dados do INE o distrito de Faro registou em 2021 um acréscimo populacional na ordem dos 3.7% relativamente aos resultados do censo de 2011. O concelho de Olhão registou decréscimo populacional a rondar os 1.7%. 
★ Número de habitantes "residentes", ou seja, que tinham a residência oficial neste município à data em que os censos  se realizaram.)	
| Número de habitantes por Grupo Etário ★★ | Número de habitantes por Grupo Etário ★★ | Número de habitantes por Grupo Etário ★★ | Número de habitantes por Grupo Etário ★★ | Número de habitantes por Grupo Etário ★★ | Número de habitantes por Grupo Etário ★★ | Número de habitantes por Grupo Etário ★★ | Número de habitantes por Grupo Etário ★★ | Número de habitantes por Grupo Etário ★★ | Número de habitantes por Grupo Etário ★★ | Número de habitantes por Grupo Etário ★★ | Número de habitantes por Grupo Etário ★★ | Número de habitantes por Grupo Etário ★★ | Número de habitantes por Grupo Etário ★★ |
| ---------------------------------------- | ---------------------------------------- | ---------------------------------------- | ---------------------------------------- | ---------------------------------------- | ---------------------------------------- | ---------------------------------------- | ---------------------------------------- | ---------------------------------------- | ---------------------------------------- | ---------------------------------------- | ---------------------------------------- | ---------------------------------------- | ---------------------------------------- |
|                                          | 1900                                     | 1911                                     | 1920                                     | 1930                                     | 1940                                     | 1950                                     | 1960                                     | 1970                                     | 1981                                     | 1991                                     | 2001                                     | 2011                                     | 2021                                     |
| 0-14 Anos                                | 8 141                                    | 8 818                                    | 8 399                                    | 8 620                                    | 8 071                                    | 8 677                                    | 7 838                                    | 6 135                                    | 8 097                                    | 7 258                                    | 6 512                                    | 7 502                                    | 6 382                                    |
| 15-24 Anos                               | 4 481                                    | 4 754                                    | 4 866                                    | 5 701                                    | 5 444                                    | 5 283                                    | 4 875                                    | 3 920                                    | 4 992                                    | 5 716                                    | 5 710                                    | 4 718                                    | 4 554                                    |
| 25-64 Anos                               | 10 199                                   | 9 887                                    | 9 792                                    | 12 545                                   | 13 644                                   | 15 174                                   | 15 111                                   | 12 525                                   | 16 501                                   | 18 091                                   | 21 689                                   | 25 154                                   | 23 447                                   |
| = ou > 65 Anos                           | 1 170                                    | 1 421                                    | 1 362                                    | 1 531                                    | 2 224                                    | 2 671                                    | 3 047                                    | 3 320                                    | 4 983                                    | 5 747                                    | 6 897                                    | 8 022                                    | 10 231                                   |

★★ De 1900 a 1950 os dados referem-se à população "de facto", ou seja, que estava presente no município à data em que os censos se realizaram. Daí que se registem algumas diferenças relativamente à designada população residente

## Património
Ver também: Lista de património edificado em Olhão
Património não religioso
- Torre de Bias ou Atalaia de Bias
- Aldeia de Moncarapacho
- Solar da Farrobeira[7]
- Casa-Museu Dr. José Fernandes Mascarenhas[8]
- Edifício da Alfândega (Olhão)[9]
- Edifício do Compromisso Marítimo ou Museu da Cidade de Olhão[10]
- Edifício na Av. da República, n.º 14
- Casa-Museu de Pechão[11]
- Fonte Velha,de Pechão[11]
- Chalé de Belamandil[12]
- Solar do Torrejão[11]
- Nora dos 3 engenhos em Belamandil[11]
- Ponte romana de Quelfes ou Ponte Velha de Quelfes

Património religioso
- Ermida de Nossa Senhora da Soledade ou Igreja Pequena[13]
- Igreja de São Sebastião dos Matinhos (ou do Bitoito)
- Igreja Matriz da Fuzeta[14] - com algumas boas imagens do século XVIII. O seu adro é um miradouro sobre a vila, com vastos horizontes da Ria e do mar
- Igreja Matriz de Moncarapacho
- Igreja Matriz de Nossa Senhora do Rosário e Capela de Nosso Senhor dos Aflitos[15]
- Igreja Matriz de Pechão[16]
- Igreja Matriz de Quelfes[17]

## Política

### Administração municipal
O município de Olhão é administrado por uma câmara municipal composta por 7 vereadores. Existe uma assembleia municipal que é o órgão legislativo do município, constituída por 25 deputados (dos quais 21 eleitos diretamente).
O cargo de presidente da Câmara Municipal é atualmente ocupado por António Miguel Ventura Pina, reeleito nas eleições autárquicas de 2021 pelo Partido Socialista, tendo maioria absoluta de vereadores na câmara (5), com os restantes vereadores sendo eleitos pela coligação Olhão para todos (PPD/PSD.MPT.PPM.A).
| Órgão                         | PS | PSD/MPT/ PPM/A | CH | CDU (PCP-PEV) | BE | PAN |
| Câmara Municipal              | 5  | 2              | 0  | 0             | 0  | 0   |
| Assembleia Municipal          | 14 | 6              | 2  | 1             | 1  | 1   |
| dos quais eleitos diretamente | 11 | 5              | 2  | 1             | 1  | 1   |

### Eleições autárquicas[18]
| Data | %     | V     | %       | V       | %             | V             | %          | V          | %              | V       | %              | V       | %              | V       | %       | V       | %              | V       | %              | V   | %              | V       | %       | V       | %              | V   | %  | V  | %   | V   | % | V | Participação |                |
| Data | PS    | PS    | PPD/PSD | PPD/PSD | FEPU/APU/ CDU | FEPU/APU/ CDU | PCTP/ MRPP | PCTP/ MRPP | CDS-PP         | CDS-PP  | UDP/ BE        | UDP/ BE | AD             | AD      | ASDI    | ASDI    | PPM            | PPM     | PRD            | PRD | PSD-CDS        | PSD-CDS | MPT     | MPT     | GCE            | GCE | CH | CH | PAN | PAN | A | A | Participação |                |
| ---- | ----- | ----- | ------- | ------- | ------------- | ------------- | ---------- | ---------- | -------------- | ------- | -------------- | ------- | -------------- | ------- | ------- | ------- | -------------- | ------- | -------------- | --- | -------------- | ------- | ------- | ------- | -------------- | --- | -- | -- | --- | --- | - | - | ------------ | -------------- |
| Data | 1976  | 53,86 | 5       | 17,97   | 1             | 14,12         | 1          | 4,93       | -              | 4,78    | -              |         |                |         |         |         |                |         |                |     |                |         |         |         |                |     |    |    |     |     |   |   |              | 69,68 / 100,00 |
| 1979 | 38,36 | 3     | 25,03   | 2       | 18,95         | 1             | 1,45       | -          | 9,99           | 1       | 1,83           | -       | 62,02 / 100,00 |         |         |         |                |         |                |     |                |         |         |         |                |     |    |    |     |     |   |   |              |                |
| 1982 | 37,69 | 3     | AD      | AD      | 18,98         | 1             |            |            | AD             | AD      |                |         | 21,67          | 2       | 17,45   | 1       | AD             | AD      | 65,42 / 100,00 |     |                |         |         |         |                |     |    |    |     |     |   |   |              |                |
| 1985 | 43,97 | 4     | 29,48   | 2       | 18,39         | 1             |            |            |                |         |                |         |                |         | 5,50    | -       | 56,55 / 100,00 |         |                |     |                |         |         |         |                |     |    |    |     |     |   |   |              |                |
| 1989 | 49,70 | 4     | 26,27   | 2       | 16,60         | 1             | 4,20       | -          |                |         | 51,05 / 100,00 |         |                |         |         |         |                |         |                |     |                |         |         |         |                |     |    |    |     |     |   |   |              |                |
| 1993 | 45,67 | 4     | 30,32   | 2       | 12,50         | 1             | 7,47       | -          | 51,91 / 100,00 |         |                |         |                |         |         |         |                |         |                |     |                |         |         |         |                |     |    |    |     |     |   |   |              |                |
| 1997 | 50,83 | 4     | 29,71   | 2       | 11,42         | 1             | 3,49       | -          | 49,66 / 100,00 |         |                |         |                |         |         |         |                |         |                |     |                |         |         |         |                |     |    |    |     |     |   |   |              |                |
| 2001 | 48,78 | 4     | 29,84   | 3       | 7,65          | -             | 2,04       | -          | 7,46           | -       | 46,62 / 100,00 |         |                |         |         |         |                |         |                |     |                |         |         |         |                |     |    |    |     |     |   |   |              |                |
| 2005 | 52,06 | 5     | 28,91   | 2       | 9,60          | -             | 1,36       | -          | 2,32           | -       | 47,23 / 100,00 |         |                |         |         |         |                |         |                |     |                |         |         |         |                |     |    |    |     |     |   |   |              |                |
| 2009 | 45,85 | 4     | CDS-PP  | CDS-PP  | 9,31          | -             | 1,82       | -          | PPD/PSD        | PPD/PSD | 9,86           | 1       | PSD-CDS        | PSD-CDS | 29,12   | 2       | PSD-CDS        | PSD-CDS | 47,42 / 100,00 |     |                |         |         |         |                |     |    |    |     |     |   |   |              |                |
| 2013 | 32,60 | 3     | 26,29   | 2       | 11,94         | 1             | 2,33       | -          | 3,14           | -       | 9,40           | 1       |                |         |         |         |                |         | 6,04           | -   | 41,56 / 100,00 |         |         |         |                |     |    |    |     |     |   |   |              |                |
| 2017 | 51,75 | 5     | CDS-PP  | CDS-PP  | 7,89          | -             |            |            | PPD/PSD        | PPD/PSD | 7,95           | -       | PSD-CDS        | PSD-CDS | 26,05   | 2       | PSD-CDS        | PSD-CDS | 1,97           | -   | 43,95 / 100,00 |         |         |         |                |     |    |    |     |     |   |   |              |                |
| 2021 | 49,20 | 5     | 21,58   | 2       | 6,86          | -             | 2,17       | -          | 5,20           | -       | PPD/PSD        | PPD/PSD |                |         | PPD/PSD | PPD/PSD |                |         | 7,60           | -   | 3,28           | -       | PPD/PSD | PPD/PSD | 40,90 / 100,00 |     |    |    |     |     |   |   |              |                |

### Eleições legislativas
| Data | %     | %     | %     | %     | %     | %     | %        | %     | %     | %     | %    | %   | %       | % | %  | %  |  |
| Data | PS    | PSD   | PCP   | CDS   | UDP   | AD    | APU/ CDU | FRS   | PRD   | PSN   | BE   | PAN | PSD CDS | L | CH | IL |  |
| ---- | ----- | ----- | ----- | ----- | ----- | ----- | -------- | ----- | ----- | ----- | ---- | --- | ------- | - | -- | -- |  |
| Data | 1976  | 55,97 | 14,95 | 8,13  | 6,26  | 1,72  |          |       |       |       |      |     |         |   |    |    |  |
| 1979 | 43,48 | AD    | APU   | AD    | 2,28  | 32,08 | 14,02    |       |       |       |      |     |         |   |    |    |  |
| 1980 | FRS   | AD    | APU   | AD    | 1,42  | 36,47 | 11,91    | 40,32 |       |       |      |     |         |   |    |    |  |
| 1983 | 48,20 | 19,56 | APU   | 8,67  | 0,86  |       | 15,49    |       |       |       |      |     |         |   |    |    |  |
| 1985 | 26,71 | 23,49 | APU   | 7,62  | 1,85  | 14,69 | 19,63    |       |       |       |      |     |         |   |    |    |  |
| 1987 | 27,01 | 46,56 | CDU   | 3,90  | 0,82  | 10,84 | 4,23     |       |       |       |      |     |         |   |    |    |  |
| 1991 | 30,41 | 51,41 | CDU   | 3,29  |       | 6,83  | 0,90     | 2,58  |       |       |      |     |         |   |    |    |  |
| 1995 | 48,83 | 28,35 | CDU   | 10,76 | 0,56  | 7,39  |          | 0,42  |       |       |      |     |         |   |    |    |  |
| 1999 | 48,36 | 27,43 | CDU   | 9,56  |       | 8,02  |          | 1,99  |       |       |      |     |         |   |    |    |  |
| 2002 | 41,22 | 34,87 | CDU   | 10,88 | 5,96  | 2,42  |          |       |       |       |      |     |         |   |    |    |  |
| 2005 | 49,95 | 22,47 | CDU   | 5,89  | 7,34  | 8,03  |          |       |       |       |      |     |         |   |    |    |  |
| 2009 | 30,39 | 23,00 | CDU   | 11,38 | 8,90  | 16,97 |          |       |       |       |      |     |         |   |    |    |  |
| 2011 | 22,44 | 34,32 | CDU   | 13,73 | 9,49  | 9,03  | 1,82     |       |       |       |      |     |         |   |    |    |  |
| 2015 | 32,57 | CDS   | CDU   | PSD   | 9,34  | 15,92 | 2,22     | 28,62 | 0,64  |       |      |     |         |   |    |    |  |
| 2019 | 37,26 | 19,01 | CDU   | 4,05  | 7,27  | 14,02 | 5,37     |       | 0,82  | 2,22  | 0,55 |     |         |   |    |    |  |
| 2022 | 41,22 | 20,64 | CDU   | 1,37  | 4,72  | 6,24  | 2,70     | 0,96  | 13,80 | 4,35  |      |     |         |   |    |    |  |
| 2024 | 26,68 | AD    | CDU   | AD    | 18,82 | 3,09  | 6,18     | 3,01  | 2,37  | 29,33 | 4,29 |     |         |   |    |    |  |

## Personalidades destacadas
- Cidália Moreira
- Manuel Cajuda
- João Lúcio
- Francisco Fernandes Lopes
- Alberto Iria
- Mário Centeno
- Patrão Joaquim Lopes
- José Carlos da Maia
- Marquês de Olhão
- João Larguito Claro (1947 - 2017) - Médico
- António Macheira
- Marcelino Carlos (1875 - 1945) - Contra-almirante

## Geminações
A vila de Olhão é geminada com as seguintes cidades:
- Agadir (antigamente designada Santa Cruz do Cabo de Gué), Souss-Massa-Drâa, Agadir-Ida ou Tanane, Marrocos
- Vendays-Montalivet,  Gironda, Nova Aquitânia, França

## Galeria

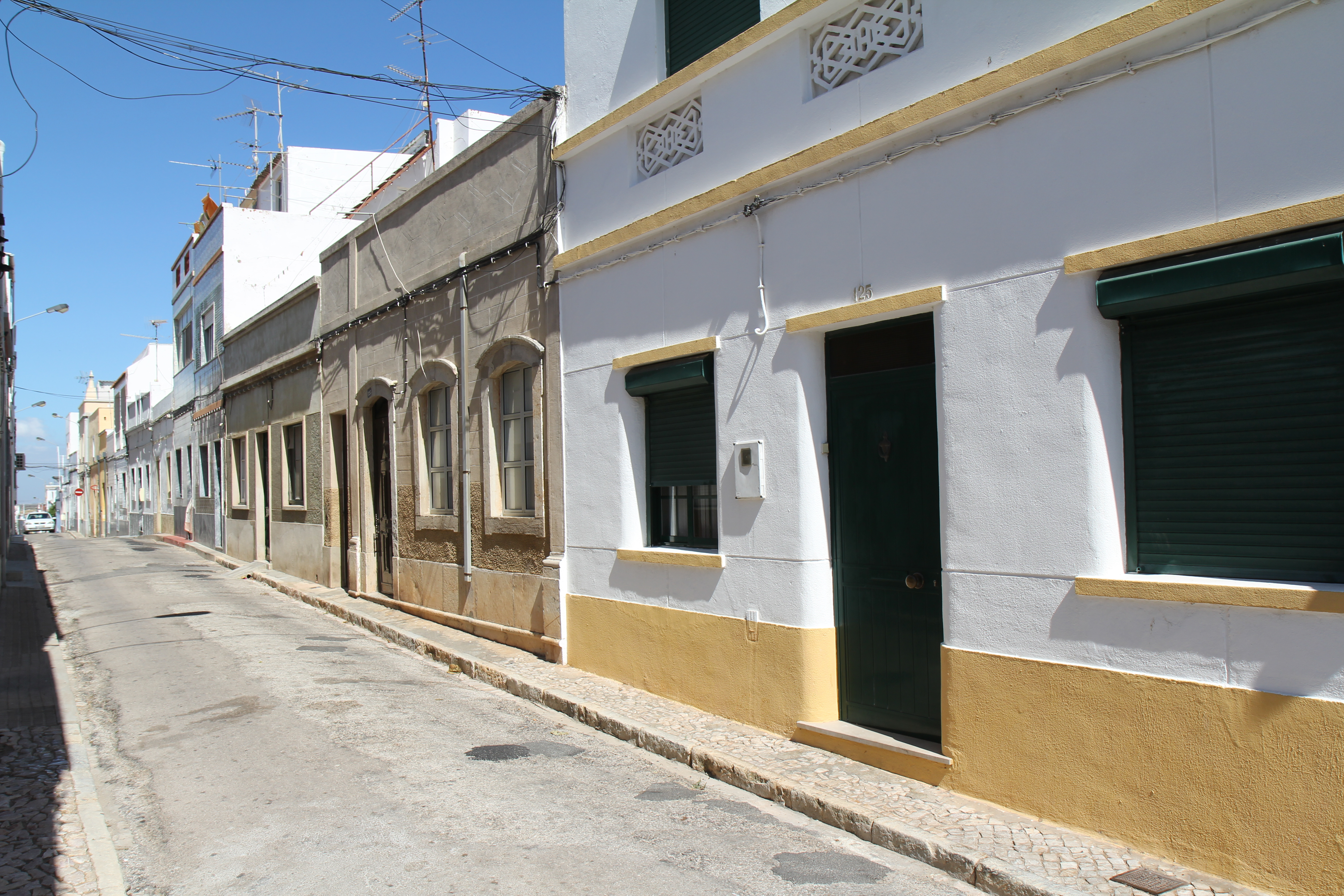
Fuseta
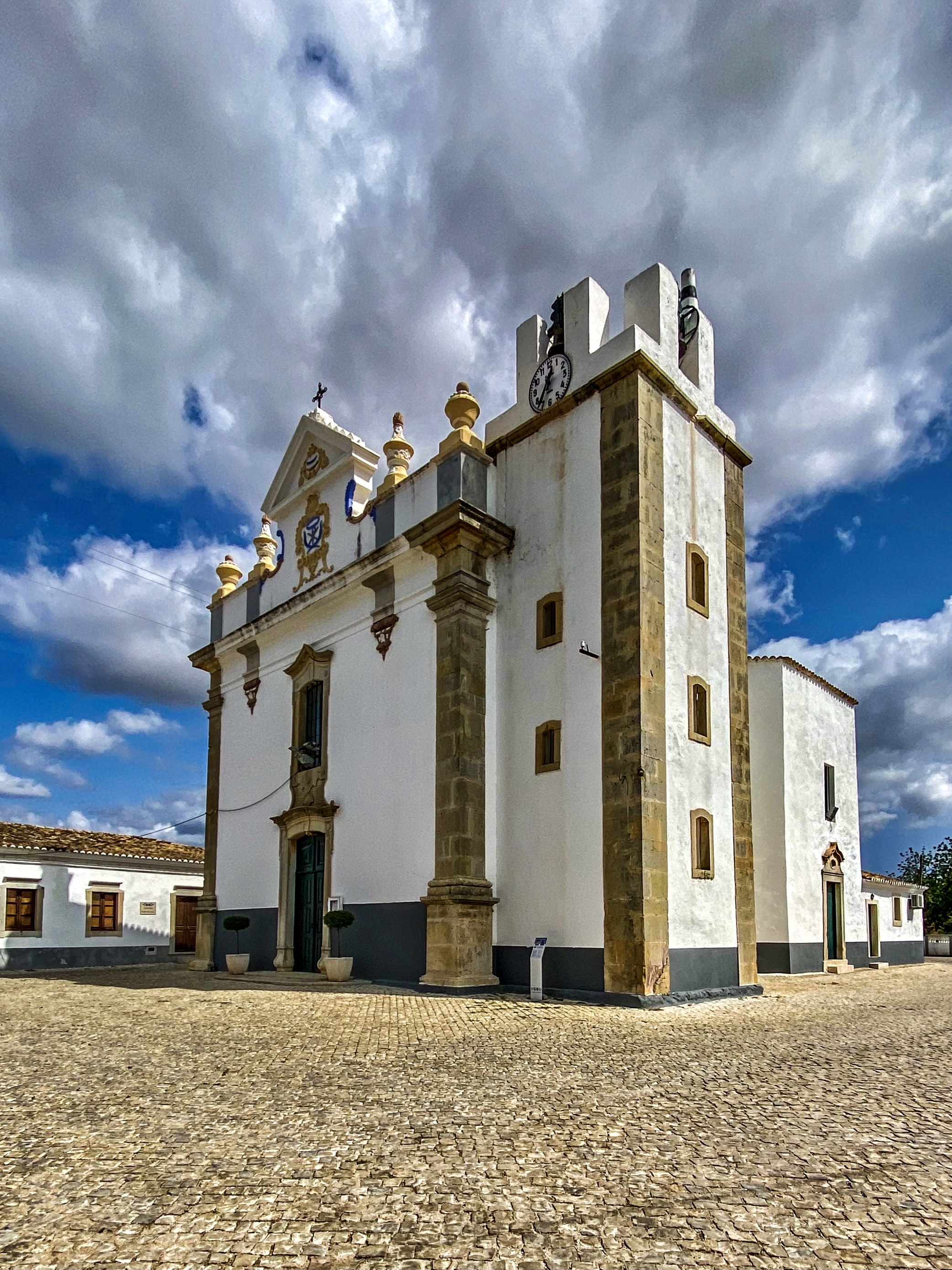
Igreja do Pechão
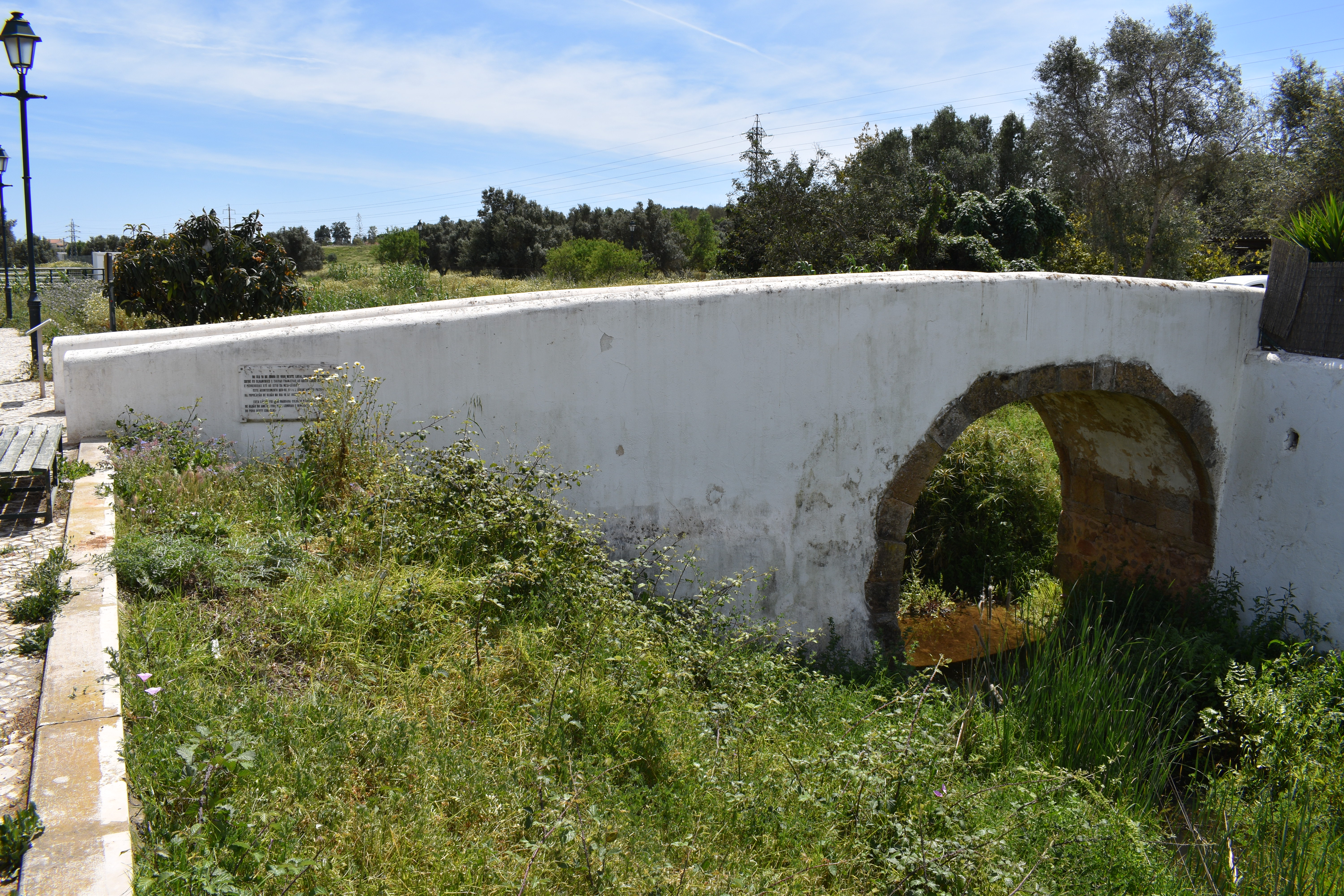
Ponte romana de Quelfes
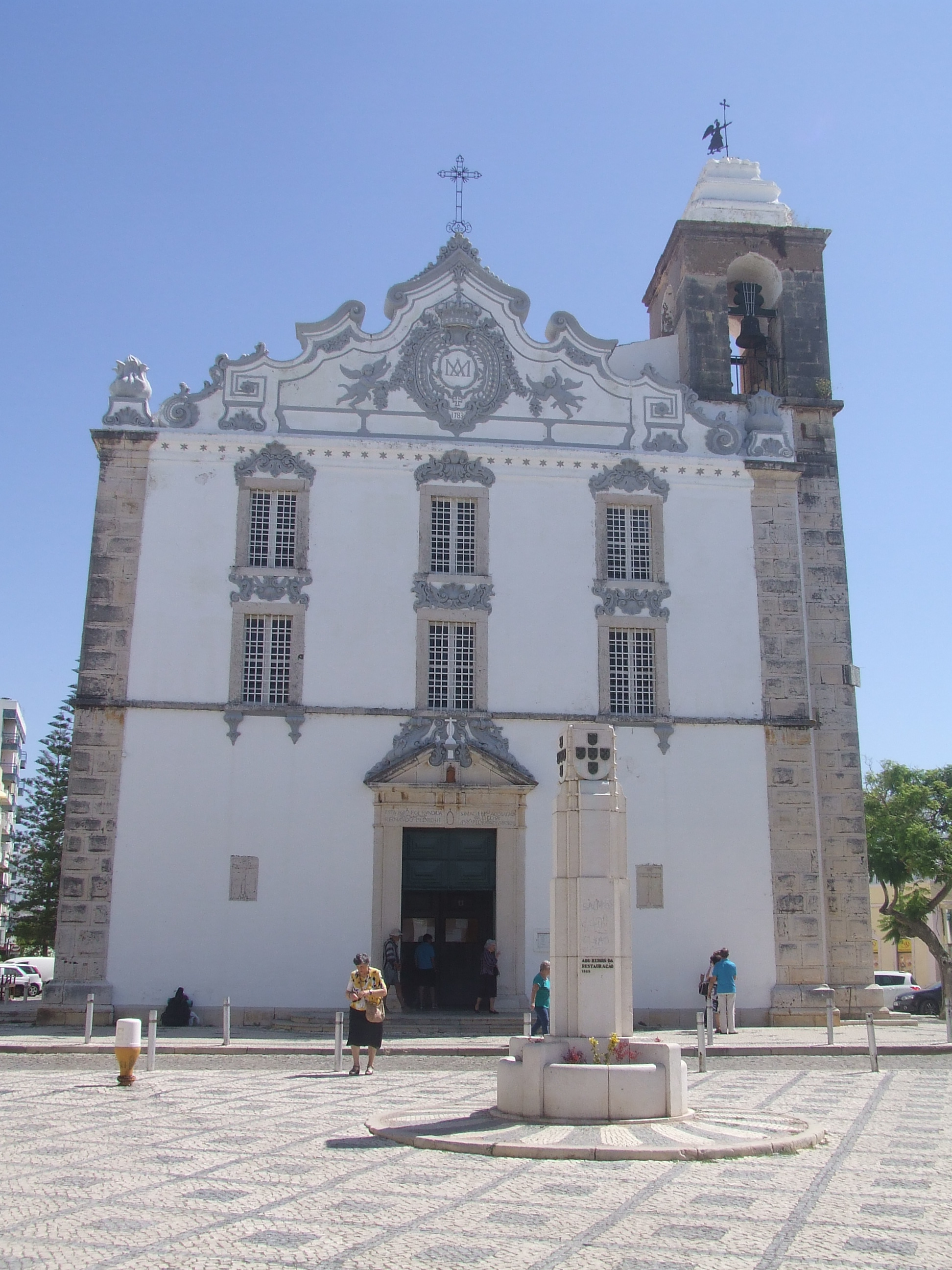
Igreja de Nossa Senhora do Rosário
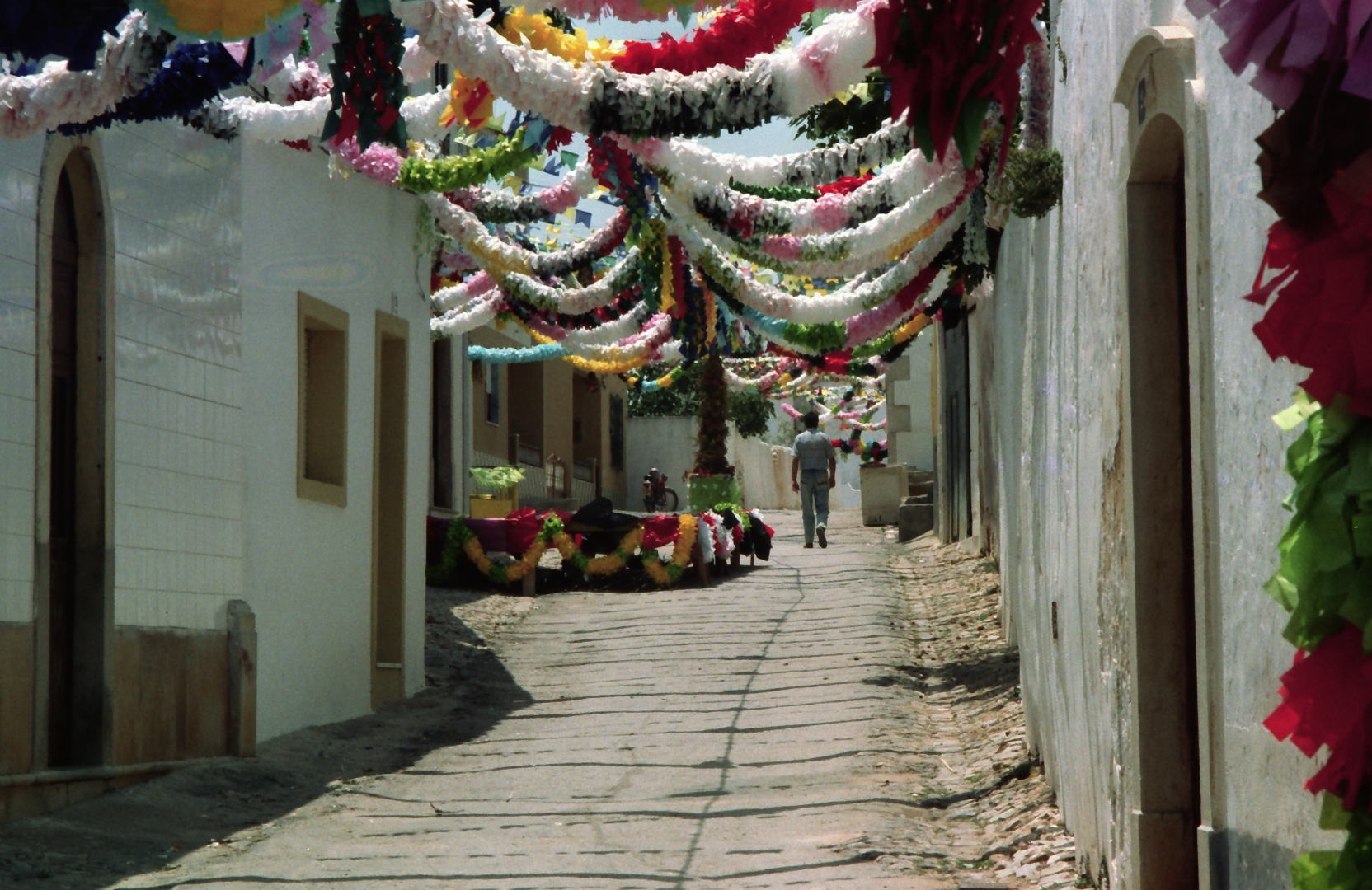
Moncarapacho
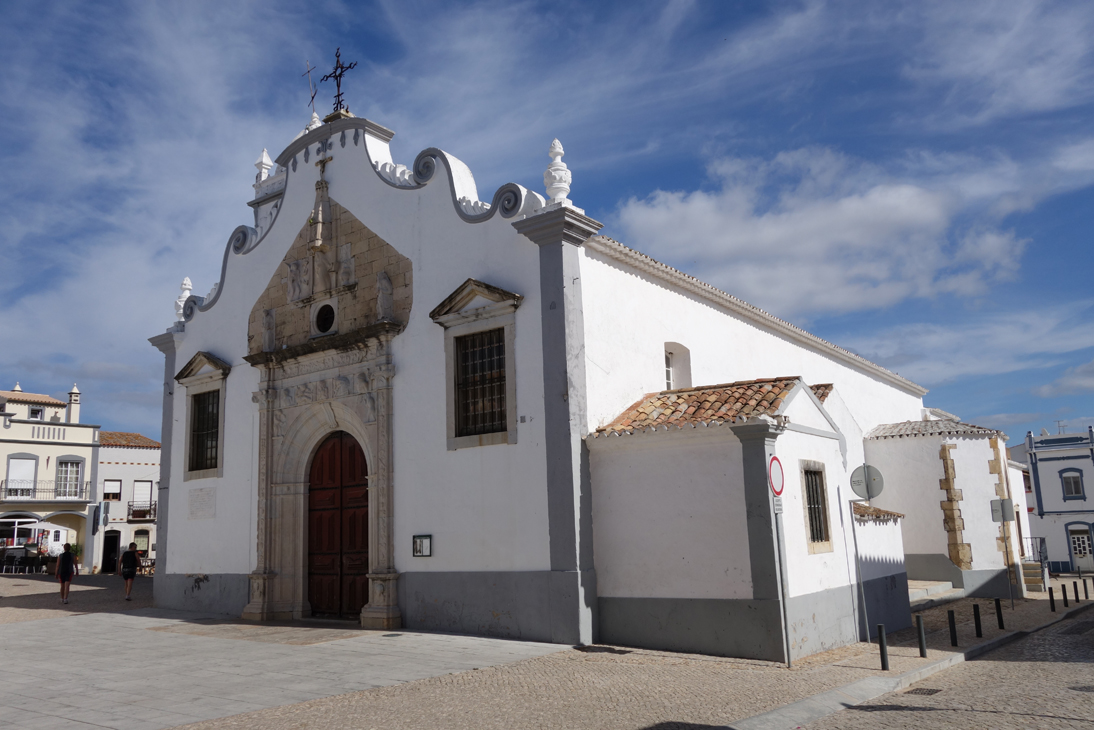
Igreja Matriz de Moncarapacho
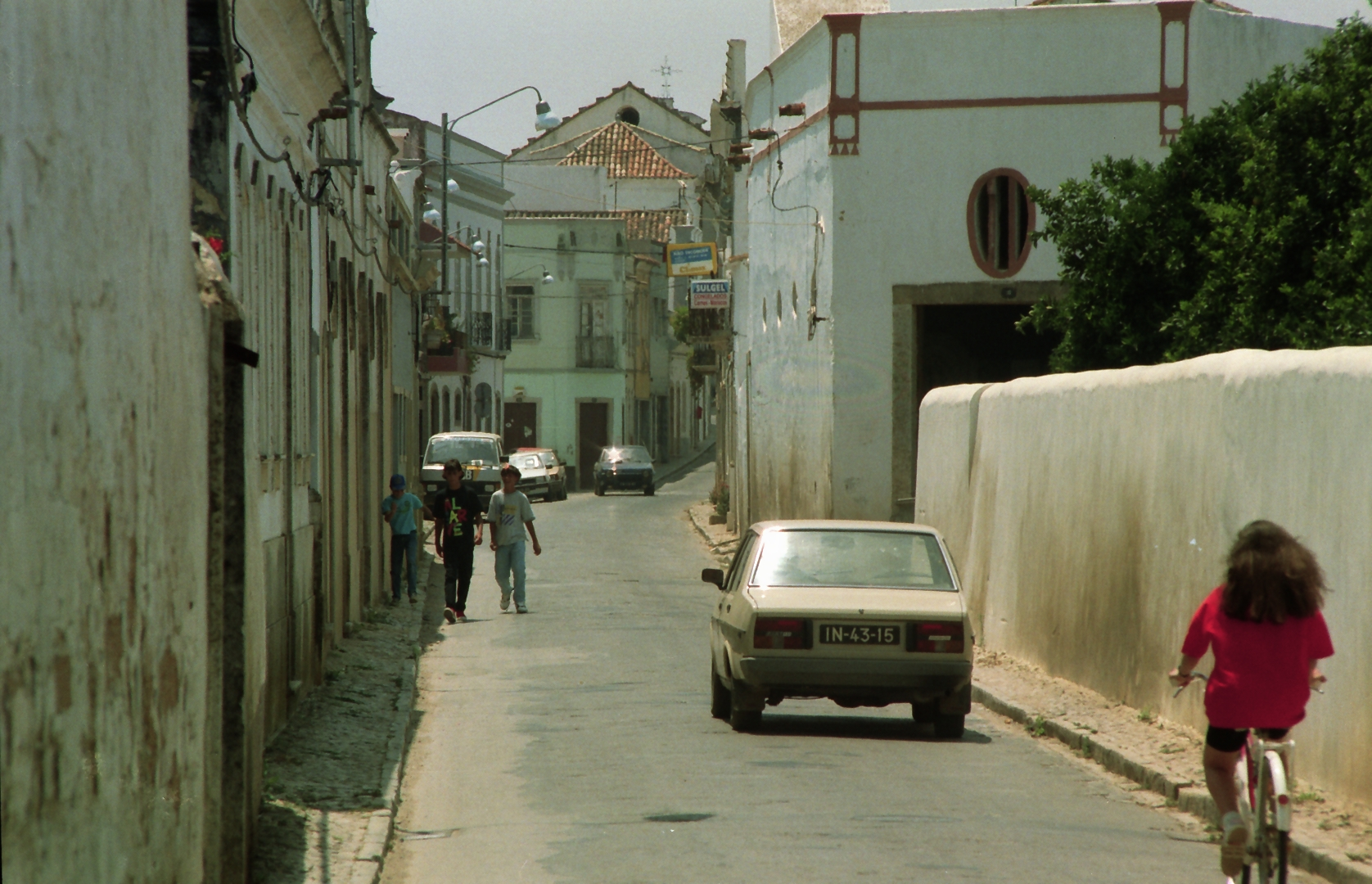
Moncarapacho